# شيدة (همبرات)
شیدة (بالفارسية: شیده) هي قرية تقع في إيران في قسم همبرات الريفي. يقدر عدد سكانها بـ 5 نسمة بحسب إحصاء 2016.